# 제시카 캠벨
제시카 캠벨(Jessica Campbell, 1982년 10월 30일 ~ )은 미국의 배우, 텔레비전 배우, 영화배우이다.
털사에서 태어났다.

## 영화
- 세이피 오브 오브젝트 (2001년)
- 프릭스 앤 긱스 (1999년)
- 일렉션 (1999년) - 타미 메츨러 역